# قسم درميان الريفي (مقاطعة درميان)
قسم درمیان الريفي (بالفارسية: دهستان درمیان) هي قسم تقع في إيران في قسم. يقدر عدد سكانها بـ 7,306 نسمة .